# 克拉库斯丘

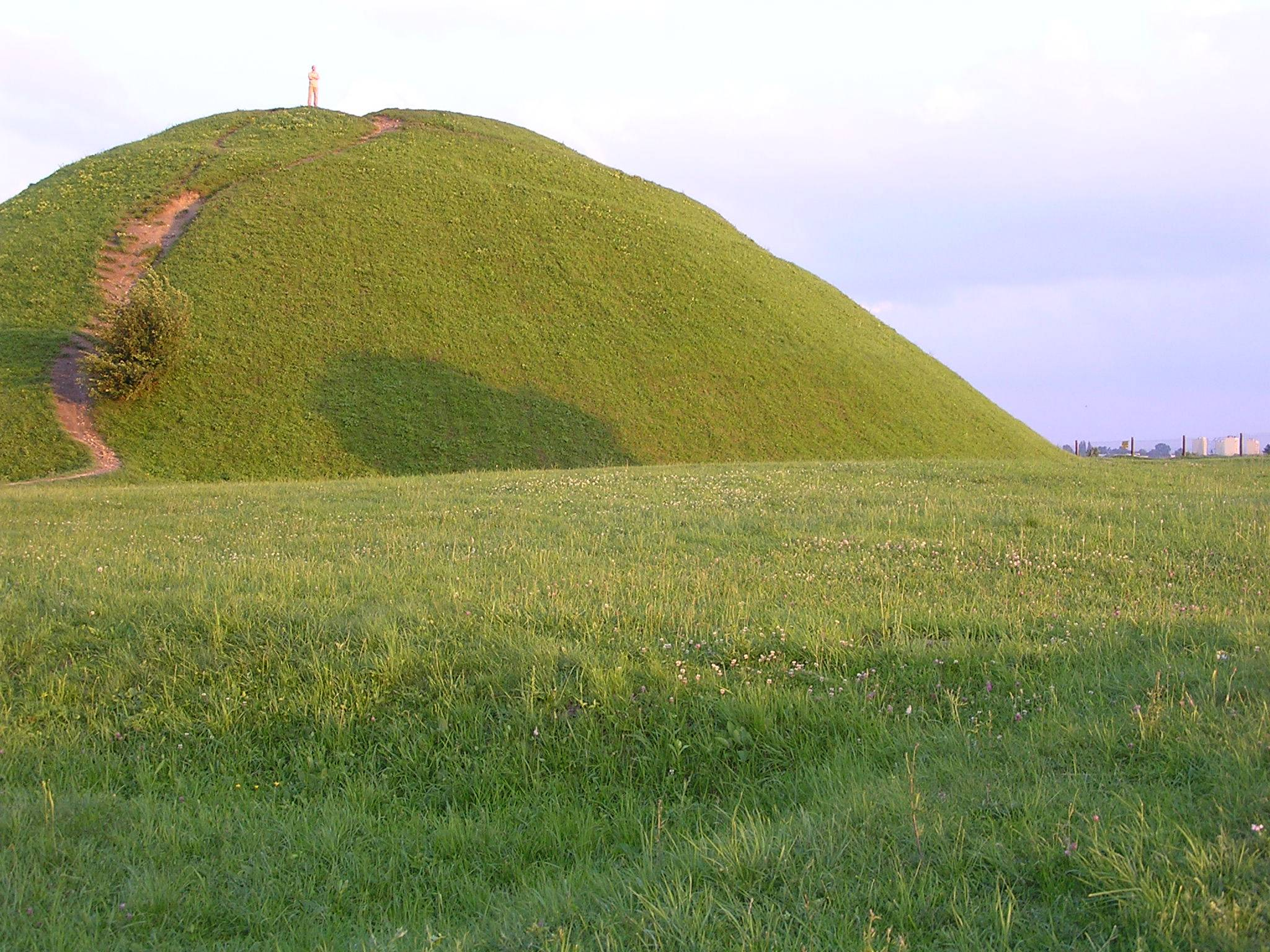
克拉库斯丘

50°02′18″N 19°57′30″E / 50.03833°N 19.95833°E
克拉库斯丘（波蘭語：Kopiec Krakusa）是位于波兰克拉科夫波德戈兹区（Podgórze）的一座坟冢，被认为是克拉科夫传说中的创始人克拉库斯国王的安息之地。它位于克拉科夫市中心以南约3公里的拉萨塔山，海拔高度271米，直径60米，高16米。 它与附近的万达丘，是克拉科夫两座史前土丘之一，也是克拉科夫最古老的人造建筑。 附近还有两个较晚的人造土丘：柯斯丘什科丘建于1823年，毕苏斯基丘建于1937年。 这四座组成了 克拉科夫的四座纪念土丘。  

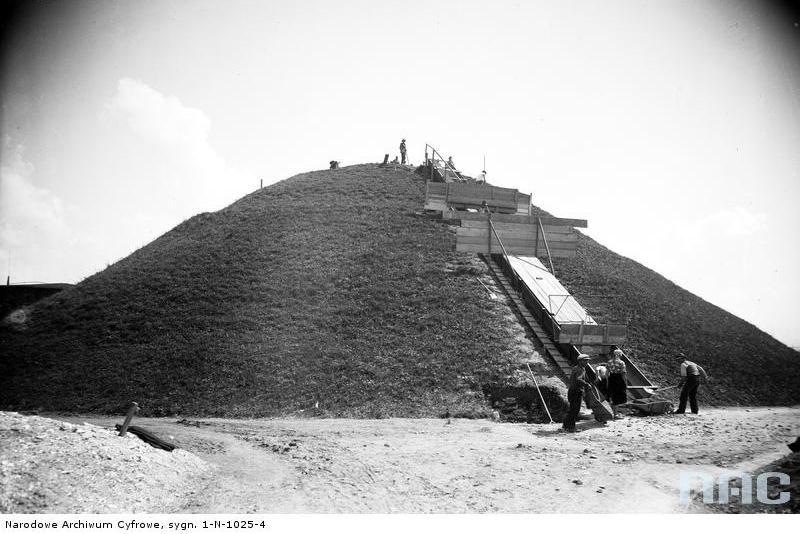
1933年考古发掘

## 历史
土丘的年代和最初用途仍然是个谜。 1930年代中叶的考古挖掘表明，土丘由实心木芯覆盖着土壤和草皮组成。在里面发现了一些可追溯到8至10世纪的文物，但没有发现人类遗骸或骨骼。根据另一种假设，土丘来源于公元前2-1世纪的凯尔特人。 神话起源也与土丘有关。据说，建造土丘是为了纪念克拉库斯国王的逝世，当时哀悼的市民用袖子装满沙子和泥土，带到克拉库斯丘的所在地，将其堆成一座山，像国王克拉库斯那样，统治着其余的风景。最初，还有四个较小的土堆围绕着克拉库斯丘，但在19世纪推平，用于建造克拉科夫的城墙。。

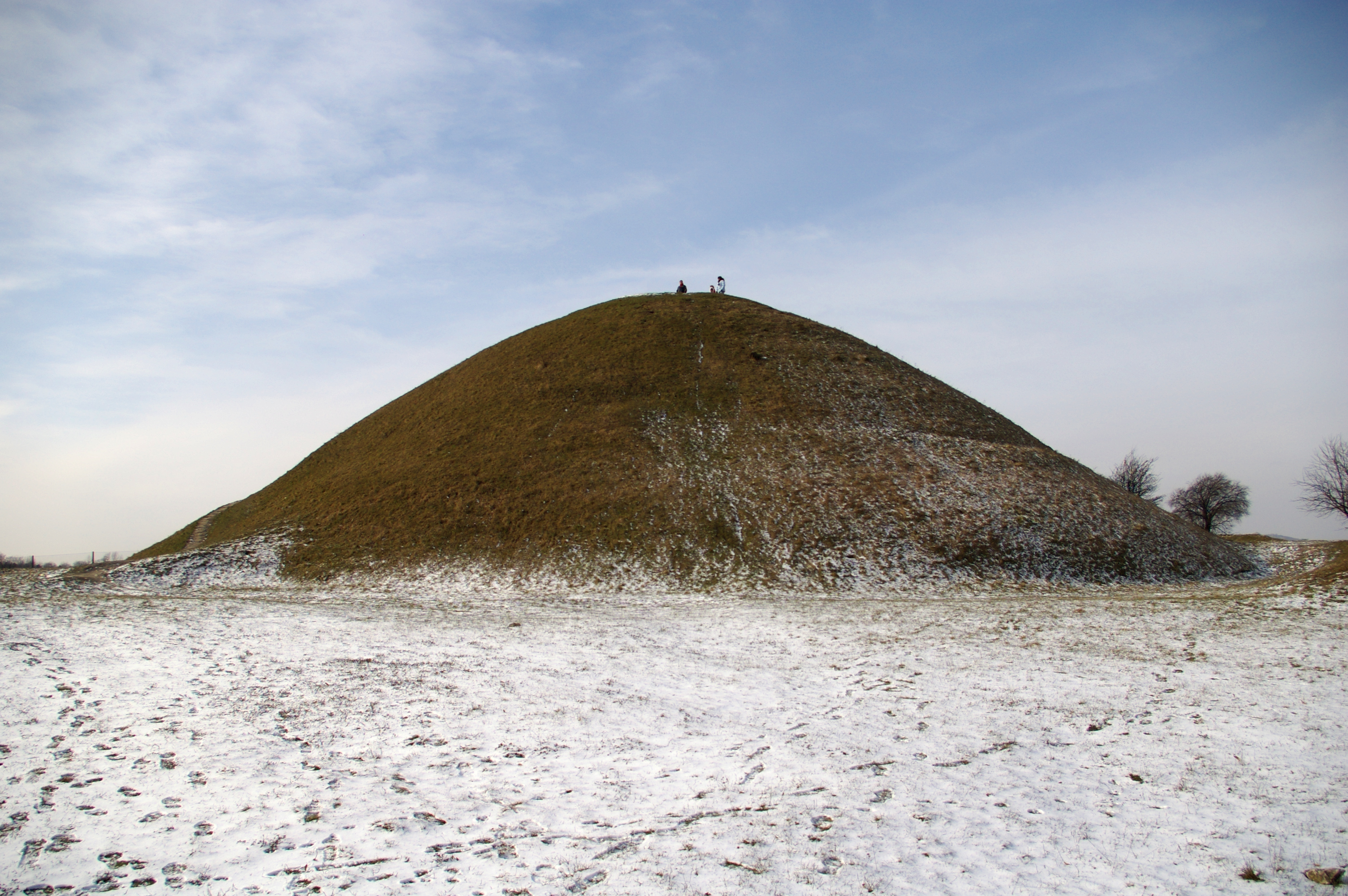
冬日

与巨石阵等其他古代建筑类似，克拉库斯丘可能是出于天文学的考虑而建造的。 在凯尔特人第二大节日贝尔丹火焰节早上日出时，如果站在克拉库斯丘上，望向万达丘，会看到太阳直接从万达丘升起。
直到19世纪30年代中期，每年复活节后的第一个星期二，在克拉库斯丘的斜坡上都会举行一次民间节日。2000年代恢复举办，每年举行一次。

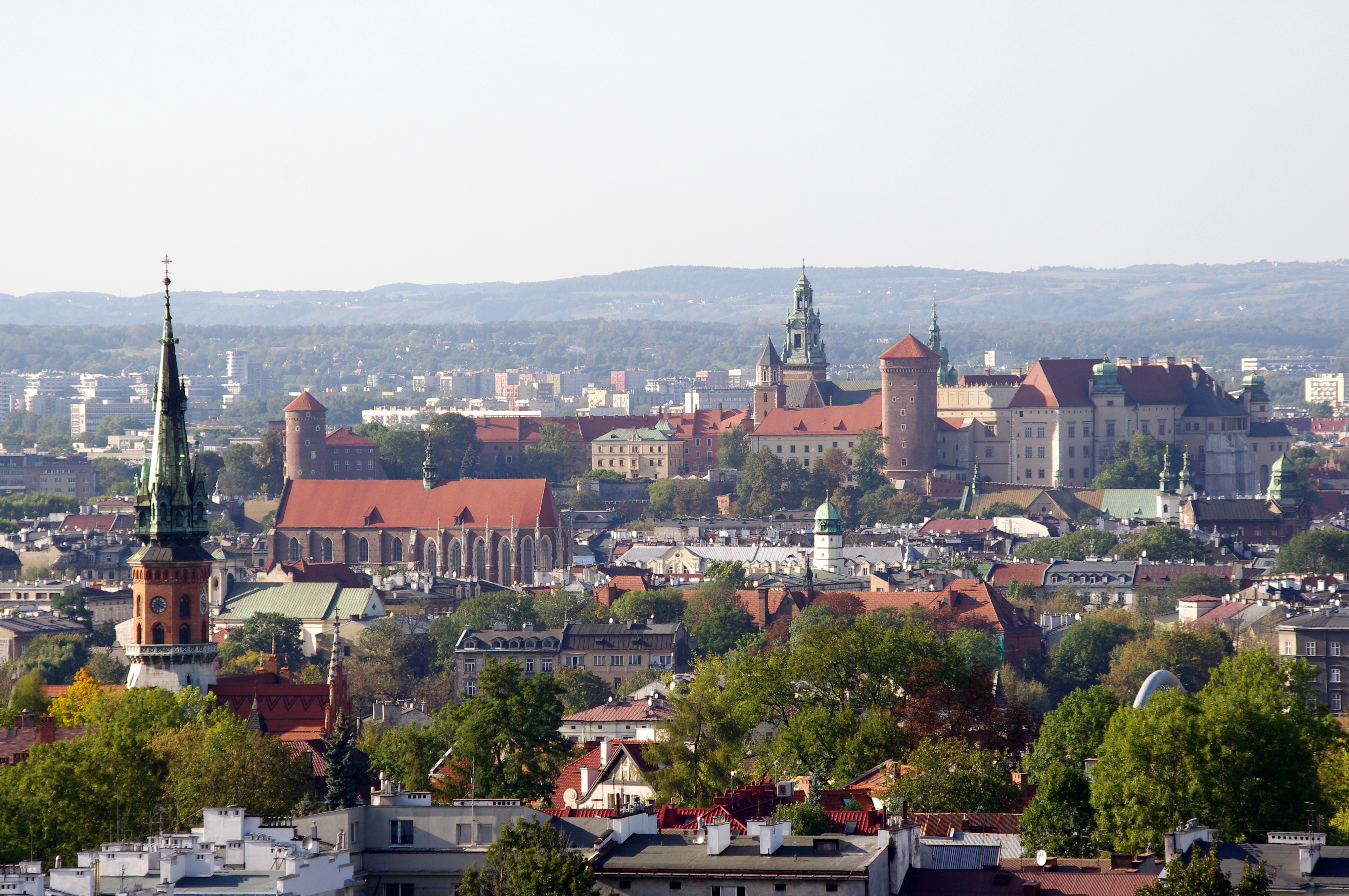
从山顶望去